# Jon Ander Olasagasti
Jon Ander Olasagasti Imizcoz (San Sebastián, Guipúzcoa, 16 de agosto de 2000) es un futbolista español que juega de centrocampista en el Levante U. D. de la Primera División de España.

## Trayectoria
Nacido en San Sebastián, Guipúzcoa, se formó en la cantera de la Real Sociedad de Fútbol en la que ingresó en 2014 procedente del Antiguoko.
Al término de la temporada 2020-21, el 23 de mayo de 2021, logró con el filial el ascenso a la Segunda División tras vencer en la eliminatoria definitiva al Algeciras C. F. Debutó en la categoría el 24 de septiembre ante la S. D. Huesca en un encuentro que acabaría con derrota por cero goles a dos. Una semana después anotó ante la A. D. Alcorcón en un partido que finalizó con victoria por un gol a cuatro.
El 1 de diciembre de 2021 hizo su debut con el primer equipo en Copa del Rey en una victoria por 0-4 a domicilio ante el Panadería Pulido. Jugó en otro encuentro en la misma competición antes de estrenarse en Primera División en campo del Rayo Vallecano en enero de 2023. Unos meses después fue promovido de manera definitiva al primer equipo.
El 16 de julio de 2025 fue traspasado al Levante U. D. y firmó un contrato hasta junio de 2028.

## Estadísticas

### Clubes
Actualizado al último partido disputado el 24 de mayo de 2025.
| Club                       | Div.          | Temporada     | Liga  | Liga  | Copas nacionales | Copas nacionales | Copas internacionales | Copas internacionales | Total | Total |
| Club                       | Div.          | Temporada     | Part. | Goles | Part.            | Goles            | Part.                 | Goles                 | Part. | Goles |
| -------------------------- | ------------- | ------------- | ----- | ----- | ---------------- | ---------------- | --------------------- | --------------------- | ----- | ----- |
| Real Sociedad "C" · España | 3.ª           | 2017-18       | 1     | 0     | ―                | ―                | ―                     | ―                     | 1     | 0     |
| Real Sociedad "C" · España | 3.ª           | 2018-19       | 34    | 7     | ―                | ―                | ―                     | ―                     | 34    | 7     |
| Real Sociedad "C" · España | Total club    | Total club    | 35    | 7     | 0                | 0                | 0                     | 0                     | 35    | 7     |
| Real Sociedad "B" · España | 2.ª B         | 2019-20       | 7     | 1     | ―                | ―                | ―                     | ―                     | 7     | 1     |
| Real Sociedad "B" · España | 2.ª B         | 2020-21       | 23    | 3     | ―                | ―                | ―                     | ―                     | 23    | 3     |
| Real Sociedad "B" · España | 2.ª           | 2021-22       | 33    | 4     | ―                | ―                | ―                     | ―                     | 33    | 4     |
| Real Sociedad · España     | 1.ª           | 2021-22       | 0     | 0     | 2                | 0                | 0                     | 0                     | 2     | 0     |
| Real Sociedad "B" · España | 1.ª F         | 2022-23       | 29    | 3     | ―                | ―                | ―                     | ―                     | 29    | 3     |
| Real Sociedad "B" · España | Total club    | Total club    | 92    | 11    | 0                | 0                | 0                     | 0                     | 92    | 11    |
| Real Sociedad · España     | 1.ª           | 2022-23       | 3     | 0     | 1                | 0                | 0                     | 0                     | 4     | 0     |
| Real Sociedad · España     | 1.ª           | 2023-24       | 14    | 0     | 3                | 0                | 1                     | 0                     | 18    | 0     |
| Real Sociedad · España     | 1.ª           | 2024-25       | 22    | 1     | 6                | 1                | 6                     | 0                     | 34    | 2     |
| Real Sociedad · España     | Total club    | Total club    | 39    | 1     | 12               | 1                | 7                     | 0                     | 58    | 2     |
| Levante U. D. · España     | 1.ª           | 2025-26       | 0     | 0     | 0                | 0                | ―                     | ―                     | 0     | 0     |
| Levante U. D. · España     | Total club    | Total club    | 0     | 0     | 0                | 0                | 0                     | 0                     | 0     | 0     |
| Total carrera              | Total carrera | Total carrera | 166   | 19    | 12               | 1                | 7                     | 0                     | 185   | 20    |
| 1. 2.                      |               |               |       |       |                  |                  |                       |                       |       |       |